# Джабан (Тегеран)
Джабан (перс. جابان‎) — село на севере Ирана, в остане Тегеран. Входит в состав шахрестана Демавенд. Является частью дехестана (сельского округа) Эбершиве бахша Меркези.

## География
Село находится в восточной части остана, при автодороге 79, на расстоянии приблизительно 17 километров (по прямой) к востоко-юго-востоку от города Демавенд, административного центра шахрестана. Абсолютная высота — 2235 метров над уровнем моря.

## Население
По данным переписи 2006 года население села составляло 2540 человек (1352 мужчины и 1188 женщин). В Джабане насчитывалось 757 домохозяйств. Уровень грамотности населения составлял 64,8 %. Уровень грамотности среди мужчин составлял 68,1 %, среди женщин — 61 %.
В 2016 году в селе имелось 796 домохозяйств и проживало 2500 человек (1310 мужчин и 1190 женщин).